# Poecilochaetus tropicus
Poecilochaetus tropicus är en ringmaskart som beskrevs av Toru Okuda 1937. Poecilochaetus tropicus ingår i släktet Poecilochaetus och familjen Poecilochaetidae. Inga underarter finns listade i Catalogue of Life.